# John Cleland (General)
John Robin Davis Cleland (* 5. Juli 1925 in Washington, D.C.; † 25. Oktober 2017 in Viera, Brevard County, Florida) war ein Generalmajor der United States Army. Er war unter anderem Kommandeur der 8. Infanteriedivision.
Cleland wuchs in einer Familie aus dem Umfeld der US-Armee auf. Er besuchte die öffentlichen Schulen seiner Heimat einschließlich der High School. Im Alter von 17 Jahren trat er als einfacher Soldat dem US-Heer bei. Über die Officer Candidate School (OCS) gelangte er im Jahr 1944 in das Offizierskorps des US-Heeres. Dort wurde er als Leutnant der Infanterie zugeteilt. In der Armee durchlief er anschließend alle Offiziersränge vom Leutnant bis zum Zwei-Sterne-General.
Im Lauf seiner militärischen Karriere absolvierte Cleland verschiedene Kurse und Schulungen. Dazu gehörten unter anderem der Infantry Officers Advanced Course, das Command and General Staff College sowie das United States Army War College. Außerdem erhielt er akademische Grade von der Omaha University, der George Washington University und der Harvard University.
Cleland wurde noch in der Endphase des Zweiten Weltkriegs eingesetzt. Dabei war er Zugführer einer Fallschirmjägereinheit auf den Philippinen. Im Verlauf seiner Karriere absolvierte er den für Offiziere in den jeweiligen Rangstufen üblichen Dienst in unterschiedlichen Einheiten und Standorten. Dazu gehörten auch Aufgaben als Stabsoffizier in verschiedenen Hauptquartieren. Cleland war oft bei Luftlandeeinheiten tätig. Er kommandierte Einheiten auf fast allen Ebenen bis hin zum Divisionskommandeur. Nach dem Ende des Zweiten Weltkriegs war er für einige Zeit in Japan stationiert. Dort war er Zugführer und dann Kompaniechef beim 188th Parachute Infantry Regiment, das der 11. Luftlandedivision unterstand.
Später diente er in Fort Bragg, im 505th Parachute Infantry Regiment, das zur 82. Luftlandedivision gehörte. Für einige Zeit gehörte er auch dem Stab dieser Division an. Während des Koreakriegs war Cleland unter anderem Kompanieführer beim 187th Airborne Regimental Combat Team. Dabei wurde er auch verwundet. Es folgte eine Versetzung nach Fort Benning dem heutigen Fort Moore, wo er Ausbildungsoffizier war. Anschließend wurde er nach Deutschland versetzt, dort gehörte er dem Stab eines Bataillons der 2. Panzerdivision an. Nach seiner Heimkehr war er für einige Zeit als Dozent am Command and General Staff College tätig. Cleland wurde auch im Vietnamkrieg eingesetzt. Dort gehörte er zunächst der Stabsabteilung für Planungen (J5) beim Military Assistance Command, Vietnam an. Dann leitete er die Stabsabteilung für Operationen (G3) beim Heeresministerium in Washington D.C. Danach wurde er Berater für vietnamesische Angelegenheiten beim Außenministerium der Vereinigten Staaten.
Daran schloss sich eine weitere Versetzung nach Vietnam an. Dort war er zunächst Stabsoffizier bei der 82. Luftlandedivision und dann Kommandeur einiger Einheiten wie der Task Force South. Auch in Vietnam wurde er, wie schon im Koreakrieg, verwundet. Von 1972 bis 1974 war John Cleland an der amerikanischen Botschaft in Kambodscha tätig. Für den Zeitraum von Juli 1975 bis Juni 1977 kehrte er nach Deutschland zurück, wo er das Kommando über die in Bad Kreuznach stationierte 8. Infanteriedivision übernahm. Danach war er für zwei Jahre Abteilungsdirektor beim U.S. Army Security Assistance Command. Im Jahr 1980 schied er aus dem aktiven Militärdienst aus.
In den zwei Jahrzehnten nach seiner Pensionierung war John Cleland als Analyst für Verteidigungsfragen und als Berater tätig. Er verbrachte seinen Lebensabend im Brevard County in Florida, wo er am gesellschaftlichen Leben teilnahm. Außerdem gehörte er verschiedenen lokalen und nationalen Organisationen an. Der seit 1952 mit Clara Kehoe verheiratete Offizier starb am 25. Oktober 2017 in Viera in Florida.

## Orden und Auszeichnungen
John Cleland erhielt im Lauf seiner militärischen Laufbahn unter anderem folgende Auszeichnungen:
- Army Distinguished Service Medal
- Defense Superior Service Medal
- Silver Star
- Legion of Merit
- Bronze Star Medal
- Air Medal
- Army Commendation Medal
- Purple Heart